# Maria Comnena (1152-1182)
Maria Comnena (în greacă: Μαρία Κομνηνή, Maria Komnēnē), născută la Constantinopol probabil în martie 1152, decedată la Constantinopol în iulie 1182, era fiica cea mare a împăratului Manuel I Comnen și a primei sale soții, Bertha de Sulzbach. Maria Comnena este cunoscută sub numele de Porfirogeneta, întrucât „se născuse în purpură”, adică se născuse în palatul imperial, în timpul domniei tatălui său.
În 1163 Maria s-a logodit cu prințul Alexios, viitorul rege Béla al III-lea al Ungariei. La acea dată Manuel nu mai spera să aibă fii și era gata să-l desemneze pe Béla ca moștenitor al său, căruia îi acordase demnitatea de despot și îl numise Alexios. Însă această logodnă a fost ruptă în 1169, la nașterea fiului lui Manuel, viitorul Alexie al II-lea Comnenul. Maria s-a logodit apoi cu Wilhelm al II-lea al Siciliei, însă și această logodnă a fost ruptă de Manuel. În sfârșit, Maria l-a luat în căsătorie, în 1180, pe Rénier de Montferrat (1162 † 1183), care a fost rebotezat sub numele de Ioan și care a primit titul de Cezar.
După moartea împăratului Manuel în 1180, Maria și Rénier s-au implicat în intrigile contra mamei vitrege a Mariei, împărăteasa îndoliată Maria de Antiohia, care guverna ca regentă în numele fiului său împăratul Alexie al II-lea. O revoltă, susținută de Marie și Rénier, a izbucnit împotriva împărătesei, dar această încercare de a prelua puterea a eșuat. Cei doi au murit în 1182, probabil otrăviți, la puțin timp după ce Andronic Comnen, un văr de al lui Manuel, din partea tatălui, a preluat puterea.